# ディストン戦車
ディストン戦車（ディストンせんしゃ、Disston Tractor Tank、または、Disston 6-ton Tractor Tank)は、戦間期の1930年代に、アメリカ合衆国のディストン社によって開発・製造・販売された、市販トラクターをベースとした、簡易「戦車」（装甲車、トラクター・タンク）である。
プロトタイプ1輌を含め、推定6輌が製造された。

## 概要
1930年前後頃、まだ戦車の性能が低かったころ、ドイツやソ連では、民間用トラクターをベースに、武装と装甲を施した、簡易な自走砲を開発することが流行していた。
1933年頃、アメリカのディストン社（Disston Company）のウィリアム・D・ディストンは、キャタピラー社（Caterpillar Tractor Company）から、キャタピラー社製トラクターを戦車に改造する装甲キットの開発を依頼された。
それは、軍事費の削減された大恐慌時代において、安い戦車（のような物）を開発し、軍に売り込もうという、ベンチャービジネスであった。
ディストン社は、前年にイギリスの軍人・冒険家である「フランシス・アーサー・サットン」（1884-1944）が開発したトラクター・タンクである「サットン・スカンク（Sutton Skunk）」（これもキャタピラー社製トラクターを改造した物であった）の開発に協力した経験があり、今回のトラクター・タンクもディストン社によって組み立てられることになった。
そこで、「キャタピラー・モデル35」トラクターを改造して製作された物が「ディストン戦車」である。その名は、ディストン社のブランド力を利用して販売する意図から名付けられたものであった。
価格は21,000ドルで、当時のイギリス軽戦車の半分の価格であった。
全長4.42 m、全幅2.47 m、全高2.49 m。
推定重量6 t。
武装として、旋回砲塔にM1916 37 mm砲1門と、車体前面左側に7.62 mm機関銃1挺を備えていた。車体には、両側面に2つずつ、後面に1つの、計5つのガンポートがあった。
装甲厚は、6～8 mm または 6～13 mmで、小口径弾や榴弾の弾片を防げる程度であった。
47.5馬力、4気筒ディーゼルエンジンを搭載し、推定速度は8～10.5 km/hであった。車体前方に突出した機関室の両側面にはメンテナンスハッチがあった。
乗員は、操縦手、車長兼砲手兼装填手、機銃手、の3名であった。この戦車は、兵員輸送能力も備えており、最大7名の兵員が搭乗可能であった。車体後面には乗降用扉があった。
武装こそ、本物の戦車並みで、劣ってはいなかったが、トラクターベースの本体が低性能であることから、アメリカ陸軍には採用されず、また、先進各国の軍が本車に興味が無いことに気づいたので、発展途上国の軍隊や警察向けに販売されることになり、1934年から1935年にかけて、オットー・カフカ社を通じて、クウェート、ルーマニア、アフガニスタンに、売却が試みられた。これら3国については、証拠があり確実である。
他に、中国（国民党軍）、カナダ、ニュージーランド、USMC（アメリカ海兵隊）にも売り込まれたとされるが、これらについては、証拠が無く不確実である。
ニュージーランドでは、本車の描かれた絵葉書の絵を参考に、「キャタピラー RD8 モデル39」トラクターをベースに、本車の設計にそっくりな、ボブ・センプル戦車を製作している。
この戦車に関する詳細は不明であるが、少なくとも5輌がアフガニスタンに確実に販売された（現在も一部がスクラップ置き場に残っている）ことが、判明している。その内の4輌は延長された足回りであり、1輌は元のトラクターのままの短い足回りであった。